# Chiajna

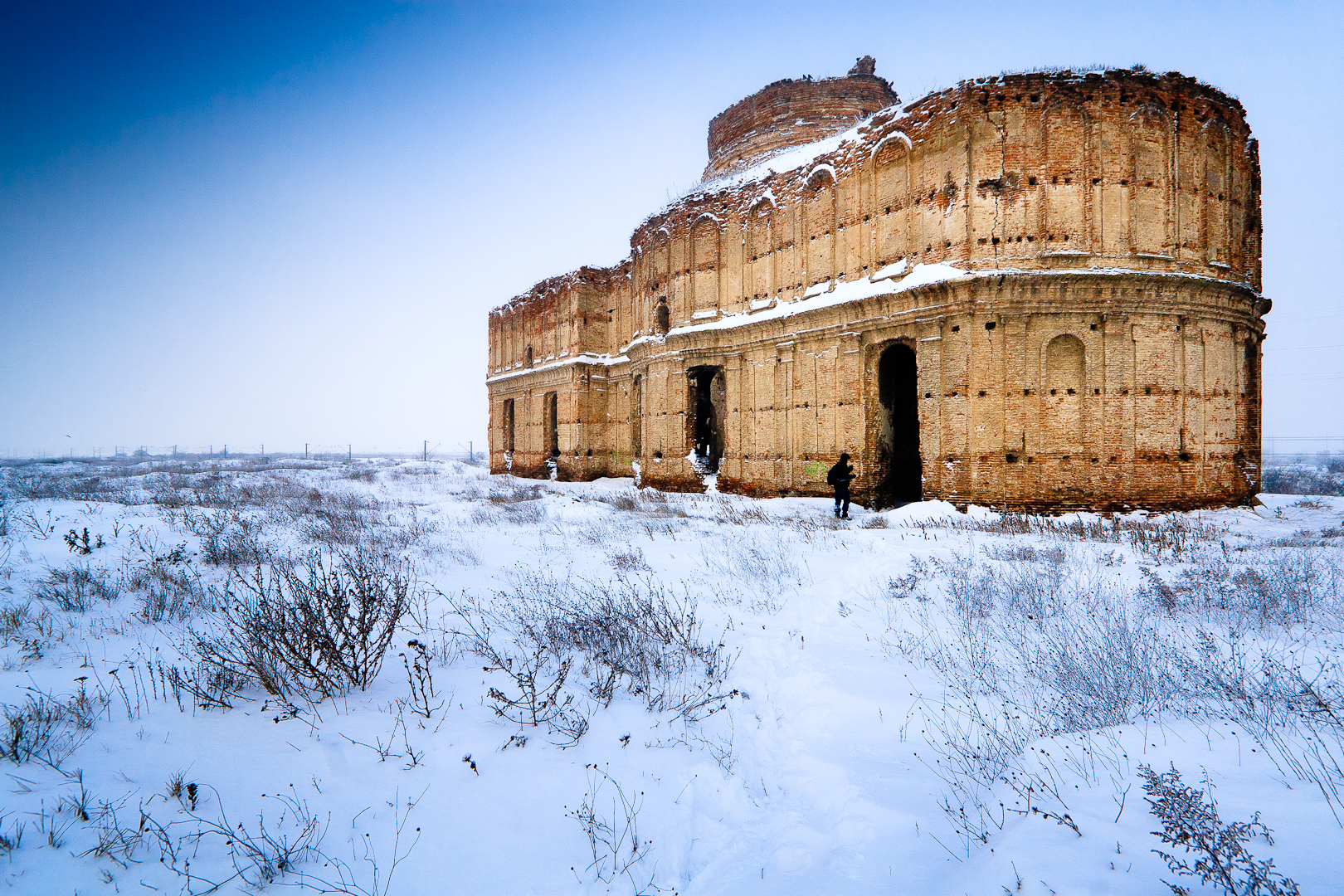
Ruine des Klosters Chiajna

Chiajna ist ein Ort im Südwesten des Kreises Ilfov in Rumänien und liegt im Westen der Hauptstadt Bukarest. Im Jahre 2021 hatte die Gemeinde 43.588 Einwohner.

## Geschichte
In einer Version heißt es, Chiajna wurde nach dem Namen der Ehefrau von Cernică Știrbey benannt, einem Walachen, dem die Landfläche gehörte. Seine Landsleute aus Cernavodă besiedelten die Fläche und errichteten die ersten Häuser. Die erste urkundliche Erwähnung stammt aus dem Jahre 1787.
Eine andere Geschichte erzählt, dass der Name von der Baronin Chiajna (ca. 1525–1588, Konstantinopel), eine Tochter von Petru Rareș, einem Wojewoden Moldawiens, der das uneheliche Kind von Ștefan cel Mare war, herrührt. Sie war die Ehefrau des Walachen und Prinzen Mircea V Ciobanul. Chiajna wird in der rumänischen Literatur als eine berühmte und furchtlose Frau dargestellt.

## Sehenswürdigkeiten
- Am Ort befindet sich das Kloster Chiajna.